# Dyrket kød
Dyrket kød, også kendt som kultiveret kød, stamcellekød, cellebaseret kød, syntetisk kød eller laboratoriefremstillet kød, er kød fremstillet af stamceller, eksempelvis i et laboratorium. Dyrkning af kød på denne måde kan potentielt afhjælpe klima- og andre miljøproblemer samt reducere problemer med dyrevelfærd og frigøre store landbrugsarealer til andre formål. 
Selvom teknikken er velafprøvet og fungerer i lille skala i forskningslaboratorier, er den dog endnu ikke blevet tilgængelig i større stil, blandt andet fordi teknologien til stordrift endnu ikke er udviklet. Det er derfor foreløbig dyrere at producere kød på denne måde end på traditionel vis. Samtidig er teknologien endnu ikke blevet godkendt til fødevaresalg i de fleste lande. Singapore er (pr. juni 2024) det eneste land i verden, hvor almindelige forbrugere kan købe dyrket kød i dagligvareforretninger. Storbritannien godkendte samme år salg af dyrket kød til foder for kæledyr.

## Fremstilling
Teknologien kommer oprindelig fra medicinalindustrien. Metoden er afprøvet mange steder, og det har i nogle år været muligt at fremstille kød i et laboratorium. Processen starter ved at tage de første celler, der skal anvendes i fremstillingen, fra et dyr, f.eks. en ko, gris eller høne. Cellen kan tages enten fra et levende eller nyslagtet dyr. Cellerne bliver fodret med proteiner, sukker og fedtstoffer og får mulighed for at dele sig og vokse i en såkaldt bioreaktor, typisk et stort stålkar, der fungerer ligesom en gæringstank. Cellerne flyttes til et andet system og kombineres med fedtceller til muskelfibre med myoglobin. Efter nogle uger kan kødet "høstes" og forarbejdes, så det får form og tekstur. Novo Nordisk bruger en tilsvarende metode til at fremstille insulin og slankemidler som semaglutid (Wegovy) i bioreaktorer.
Princippet i dyrkningen minder om menneskekroppens reaktioner efter en træningssession, hvor musklerne får mindre skader. Disse repareres af stamcellerne med den virkning, at musklen vokser. Et problem ved formeringen er, at muskelceller kun kan dele sig et vist antal gange, inden processen vil stoppe.

## Forskning og udvikling af dyrket kødproduktion
Verdens første dyrkede burger fra et laboratorium blev fremstillet i Nederland i 2013 til en fremstillingspris på 1,8 mio. danske kroner. Der forskes i mulighederne for at fremme produktionen af dyrket kød i mange lande verden over. Ifølge American Good Food Institute var der i 2021 25 lande, hvor mindst én virksomhed dyrkede kød. Interessen var særlig stor i USA, nogle EU-lande, Israel og i stigende grad Asien, mens udviklingen i de skandinaviske lande var mindre fremskreden.
En tilsvarende proces finder sted indenfor dyrkning af mælkeproteiner, hvor udviklingen er nået længere. I 2022 laboratoriefremstillede man i USA is, mælk, chokolade og smøreost, som blev solgt i butikkerne.
Mellem 2016 og 2022 blev der investeret næsten 22 mia. kroner i fremstilling af kultiveret kød og skaldyr, men ifølge en artikel i dagbladet Information i 2024 blev pengestrømmen og optimismen på teknologiens vegne siden formindsket, og forskere påpegede, at der tidligere havde været en overdreven hype om teknologien. Et hovedproblem er at gå fra forsøg med kødproduktion i petriskåle i et laboratorie til masseproduktion, der kræver bioreaktorer, der kan indeholde hundredetusindvis af liter og dermed en helt anden teknologi, der endnu ikke er på plads. Samtidig er energiforbruget i forbindelse med processen høj, hvilket reducerer klimagevinsten.

### Danmark
I Danmark forskes især på Aarhus Universitet. Biotek-opstartsvirksomheden "Meat Tomorrow" arbejder på at udvikle cellebaseret kød. Virksomheden, der bl.a. blev startet af to studerende fra KU og DTU, koncentrerer sig om at udvikle kultiveret kød, i første omgang som hakket grisekød med udgangspunkt i et befrugtet æg fra en so, men kan anvendes som andre typer. Virksomheden arbejder med såkaldte pluripotente stamceller, som kan udvikle sig til mange forskellige slags celler som nerver, fedt og muskelvæv. Virksomheden håber, at denne metode vil være billigere end den metode, som de fleste eksisterende udenlandske virksomheder arbejder med, hvor man starter med celler, der allerede er programmeret til at blive muskelceller, hvilket fordyrer processen.

## Forhindringer for udbredelse
Selvom produktionen er velafprøvet i laboratorier, er der endnu i dag (2024) ikke kommerciel produktion i større stil, fordi produktionen foreløbig er meget omkostningstung. Laboratoriefremstillet kød er dermed indtil videre dyrere at producere end traditionelt fremstillet kød. I 2022 producerede de forskellige eksisterende virksomheder kun nogle få kilo kunstigt kød hver dag.
Samtidig forhindrer den offentlige regulering også indtil videre en større udbredelse af dyrket kød. Pr. 2022 var laboratoriedyrket kød stadig ikke godkendt af de amerikanske fødevaremyndigheder, og i Europa ventede en række virksomheder på godkendelse. I 2024 var det eneste godkendte dyrkede produkt i forretninger en form for kyllinge-nugget i Singapore, hvor myndighederne i 2020 gav grønt lys til cellekød og desuden støtter udviklingen økonomisk. For Singapore er strategien i første omgang motiveret af et ønske om fødevaresikkerhed. Singapore er dermed blevet det første sted i verden, hvor en almindelig forbruger kan gå ind fra gaden og købe kunstigt kød. I USA har to virksomheder i dag (2024) tilladelse til at sælge kultiveret kød, der bliver serveret på en håndfuld restauranter, men ikke i supermarkeder. I 2024 godkendte de britiske myndigheder som det første sted i Europa produktion og markedsføring af syntetisk kød fra virksomheden Meatly, dog ikke til menneskebrug, men til foder for kæledyr som hunde og katte. Meatly fremstiller kyllingekød, der har en konsistens som paté, og regnede i 2024 med at kunne masseproducere deres produkt i løbet af tre år.

## Fordele og ulemper ved dyrket kød
Laboratoriedyrket kød kan forebygge en række miljøproblemer forbundet med traditionel animalsk fødevareproduktion. Kødproduktion giver således anledning til udledning af drivhusgasser og forurening af vandmiljøet, og det lægger beslag på store arealer til græsning og dyrkning af foder. I det omfang denne dyrkningsform kan afløses af stamcellekød, kan disse arealer afsættes til andre formål til gavn for både miljø og fødevareproduktion. RethinkX, en amerikansk tænketank, har anslået, at såkaldt cellulært landbrug bruger 100 gange mindre areal, 10-25 gange mindre næringsstoffer til fodring og 10 gange mindre vand i forhold til landbrugsdyr.
Samtidig har produktionen en dyreetisk gevinst, idet der undgås forskellige problemer med dyrevelfærd i det traditionelle husdyrbrug, eksempelvis burhøns. Endelig kan man undgå forskellige sundhedsproblemer som udbrud af kogalskab og salmonella, som i nogle situationer har vakt mistillid til den traditionelle animalske produktion. Da dyrket kød er sterilt, giver det en lavere risiko for madforgiftning, samtidig med, at man undgår, at kødet indeholder antibiotika.
Dyrket kød har dog også vakt modstand. Nogle forbrugere opfatter det som grænseoverskridende og unaturligt at spise kød, der ikke kommer fra et dyr, men er laboratoriefremstillet. Forbrugerundersøgelser i 2022 har dog peget på, at et flertal af forbrugerne i USA og Europa er positive overfor at spise kunstigt fremstillet kød - men ikke, hvis det medfører, at kødet bliver dyrere af den grund. Samtidig vil den disruption-effekt, som et gennembrud for dyrket kød vil medføre, true interesserne i det traditionelle animalske landbrug og dermed medføre en interessekonflikt. I Italien er dyrket kød således blevet forbudt med begrundelsen, at det truer det traditionelle fødevaresystem og dermed de italienske landmænd.